# Letea
En la mitología clásica, Letea (en griego Ληθαία, Lethaía), sólo mencionada por Ovidio, y cuya fábula se ha perdido, era una mujer que fue metamorfoseada en piedra. 
Ovidio, disertando acerca de la catábasis de Orfeo hacia el inframundo para restacar a Eurídice, nos narra dos oscuros mitos acerca de varios personajes transformados en piedra. El poeta narra, a saber, que «quedó Orfeo tan aturdido con la segunda muerte de su esposa como el que vio los tres cuellos del perro de la Estigia, con las cadenas que llevaba el del medio: a este no lo abandonó el espanto antes que su primera naturaleza, cuando una piedra le ocupó el cuerpo. O como Óleno, que se atribuyó a sí mismo el crimen y quiso parecer culpable, y tú, desdichada Letea, que confiabas en tu belleza, corazones antaño muy unidos, que ahora, en forma de piedras, sostiene el húmedo Ida».
Se ha intentado reconstruir la historia. Letea sería una mujer frigia que, pecando de hybris debido a su belleza, se creyó más hermosas que las diosas. Algunas diosas, acaso Venus, tomaron venganza y Oleno, el esposo de Letea, al saberlo, quiso sustituir el castigo sobre sí mismo aparentando ser un sufrido reo. Las diosas, implacables, convirtieron a los cónyuges en peñascos de una montaña, el monte Ida. El simbolismo de la pareja petrificada no es nueva en estos relatos, siendo parte de la mitología de varias culturas.
El nombre procede del latín Lethaeus, la cual a su vez proviene del griego λήθαιος (lḗthaios), ληθαῖος (lēthaîos). Son términos de nombres que vinculan al inframundo.